# アブソリュートリー・ファビュラス
『アブソリュートリー・ファビュラス』（Absolutely Fabulous）は、イギリスのコメディ番組。1992年からBBCにて放映されている。略称アブ・ファブ（Ab Fab）。
2012年5月、ロンドン・オリンピック開催にあわせたスペシャル版が放映。また、映画化されている。
日本では第3シリーズまでの18話が、1998年にVHSビデオとして発売。また、2009年から2010年にかけてチャンネル銀河で第3シリーズまでが放映。2012年には東京MXテレビにて第2シリーズまでが放映された。
2016年には映画版『Absolutely Fabulous: The Movie』（邦題「ザッツ・ファビュラス!」）が公開された。

## 概要
コメディアン兼コメディライターであるジェニファー・ソーンダーズが、ドーン・フレンチと出演していた番組「French & Saunders」で描いた母子の関係が逆転したスケッチ「Modern Mother and Daughter」がこの番組の設定の元となっている。
ソーンダーズ演じるエディナと、ジョアナ・ラムリー（元ボンド・ガール）演じるパティは流行最先端（？）のファッション業界に生きる40代の親友同士。彼女たちはヒッピー世代の価値観をいまだにひきずっており、酒やドラッグや買い物などに溺れ、自分勝手な言動で自堕落な日々を送っている。一方、エディナの娘のサフロンは真面目な優等生で、その文化ギャップから大騒動が起きる。

## 主なキャラクター
- エディナ・モンスーン（ジェニファー・ソーンダース）･･･PRエージェント会社社長。離婚歴あり。自称、仏教徒。肥りすぎを気にして、ダイエットにたびたび挑戦。無軌道な言動ばかり。娘の生真面目さに常にいらついている。[2]
- パッツィー・ストーン（ジョアナ・ラムリー）･･･ファッション雑誌のファッション・ディレクター。エディナとは高校時代からの親友。いい男にはすぐに寄っていく。常にタバコを吸っている、いわゆるヘビー・スモーカー。[3]
- サフロン・モンスーン（ジュリア・サワラ）･･･エディナの娘。優等生で家事もほとんどをこなす。[4]
- エディナのママ（ジューン・ウィットフィールド）･･･名前不明。一見、普通のおばあさんだが、異常な天然ボケを発揮する。このドラマにはまったく登場しない夫（＝エディナの父）がいるが、第2シリーズで死去。
- バブル（ジェーン・ホロックス）･･･エディナのアシスタント。奇天烈な不思議ちゃんキャラで、仕事をしているふしは、まったくない。

## エピソード

### 1シリーズ(1992年)
1. Fashion 「ファッション」
2. Fat 「肥満」
3. France 「フランス」
4. Iso Tank 「隔離タンク」
5. Birthday 「誕生日」
6. Magazine 「ファッション誌」

### 2シリーズ(1994年)
1. Hospital 「病院」
2. Death 「死」
3. Morocco 「モロッコ」
4. New Best Friend 「ニュー・ベスト・フレンズ」
5. Poor 「ビンボー」
6. Birth 「誕生」

### 3シリーズ(1995年)
1. Door Handle
2. Happy New Year
3. Sex
4. Jealous
5. Fear
6. The End

### スペシャル(1996年)
1. The Last Shout I
2. The Last Shout II

### 4シリーズ(2001年)
1. Parralox
2. Fish Farm
3. Paris
4. Donkey
5. Small Opening
6. Menopause

### スペシャル(2002年)
1. Gay
2. Ab Fab: New York

### 5シリーズ(2003年)
1. Cleanin
2. Book Clubbin
3. Panickin
4. Huntin' Shootin' & Fishin
5. Birthin
6. Schmoozin
7. Exploitin

### スペシャル(2003年)
1. Cold Turkey
2. DrinkinCleanin

### スペシャル(2004年)
1. White Box

### スペシャル(2005年)
1. Comic Relief sketch

### スペシャル(2011年-2012年)
1. Identity
2. Job
3. Sport Relief Special
4. ロンドン・オリンピック開催に合わせた新作が放映予定

## 主題歌
- 火の車 - This Wheel's on Fire
  - 作詞・作曲: ボブ・ディラン、リック・ダンコ